# Лінія Суровікіна
«Лінія Суровікіна» або «лінія Фаберже» — фортифікаційний комплекс споруд та окопів, побудований російськими державними та іншими воєнними формуваннями в другій половині 2022 року під час російського вторгнення в Україну, після успішних контрнаступів Збройних сил України в Харківській, Донецькій, Луганській та Херсонській областях. Сама лінія є частиною російських фортифікаційних споруд, які розташовані вздовж кордону з Україною в Курській і Бєлґородській областях, та вздовж лінії фронту в окупованих областях.

## Будівництво
Будівництво так званої «лінії Суровікіна» розпочалось вкінці листопада вздовж лівого берега річки Дніпро у Херсонській області, куди російська армія відступила після визволення Херсона силами ЗСУ. Як було сказано в російських ЗМІ — роботи по зведенню цієї лінії було зроблено з ціллю захисту все ще зайнятих Росією частин Херсонської області та Крим. Хоча дані розвідки на основі відкритих джерел вказували, що оборонні рубежі зводяться в глибокому тилу — за 60 км від лінії фронту.
Зміцнення на цій ділянці включають три рубежі оборони загальною довжиною 120 км, що головним чином складаються з окопів та вкопаних позицій для бойових машин. У районах, де копання окопів утруднено, наприклад, в центрі Каховки та Нової Каховки, використані збірні бетонні «бункери». Оборона посилена мінними загородженнями та природними перешкодами — Дніпром та каналами на Херсонщині. Як видно з відкритих джерел, російські укріплення призначені для кругової оборони окупованої частини Херсонської області із суші та моря.
Активний учасник війни на сході України та колишній міністр оборони ДНР Ігор Гіркін негативно висловлювався про обрану російською владою стратегію затяжної позиційної війни та саму «лінію Суровікіна». За його оцінкою, за виняткової дорожнечі зведення оборонна лінія буде малокорисною у ситуації, коли армія бореться «за інерцією» — без розуміння довгострокового планування. З іншого боку, вона буде ефективна лише за розміщенні великого контингенту військ — близько 36 тисяч солдат.
До січня 2023 року, за даними британської військової розвідки, було збудовано близько 60 км окопів та траншей від Сватового до російського кордону, які коментатори також віднесли до оборонної «лінії Суровікіна». Уздовж захисної лінії в районі Сватового планувалося розгорнути підрозділи 1-ї гвардійської танкової армії РФ.

## Структура
Частина лінії, що розташована в Херсонській області має довжину близько 140 км, а в Запорізькій та Донецькій областях — близько 300 км.
Сама лінія складається з великої кількості мінних полів, протитанкових ровів, «зубів дракона» або ж «пірамідок» та окопів. Зі супутникових фотографій видно, що оборонна лінія складається з трьох частин укріплень.

### Перша частина лінії
Перша частина лінії є найбільш укріпленою, бо є сильно замінованою, містить значну кількість окопів, протитанкових ровів і «зубів дракона». Як стало відомо, українському літньому контрнаступу найбільше завадили мінні поля, які в основному і зумовлювали швидкість наступальних дій. За словами Резнікова, замінування на деяких ділянках фронту дорівнюює близько 5-и російським мінам на квадратний метр.

### Друга та третя частини лінії
Друга ж лінія оборони, як відомо, складається зі значної кількості траншей де в основному розташовані слабо-треновані частини російської армії та мобілізовані. Третя також містить велику кількість окопів де мають бути розташовані «елітні» війська та велика кількість бронетехніки.

## Бої
24 серпня ЗСУ звільнили село Роботине, що знаходиться на відстані 4-х кілометрів від, безпосередньо, самої оборонної лінії. В підтвердження цьому військові України почали викладати відеоматеріали на яких було видно «лінію Суровікіна». Згодом, 4 вересня стало відомо, що українські війська частково прорвали першу частину лінії східніше села Роботине. На даний момент, Сили Оборони закріпилися на рубежах, де були розташовані найбільш помітні укріплення, такі як танкові рови і «пірамідки».

## Оцінки
Наявність великої кількості протитанкових та протипіхотних мін дуже впливають на літній контрнаступ України, примушуючи війська часто змінювати напрямки атаки і нести втрати. Подібні укріплення можуть бути усунені за допомогою прицільного вогню або ж саперів. Але значне зосередження артилерії, які наносять щільний вогонь, сповільнює наступаючі війська, які змушені маневрувати і змінювати напрямки атаки при виявленні мінних полів.